# Yaure

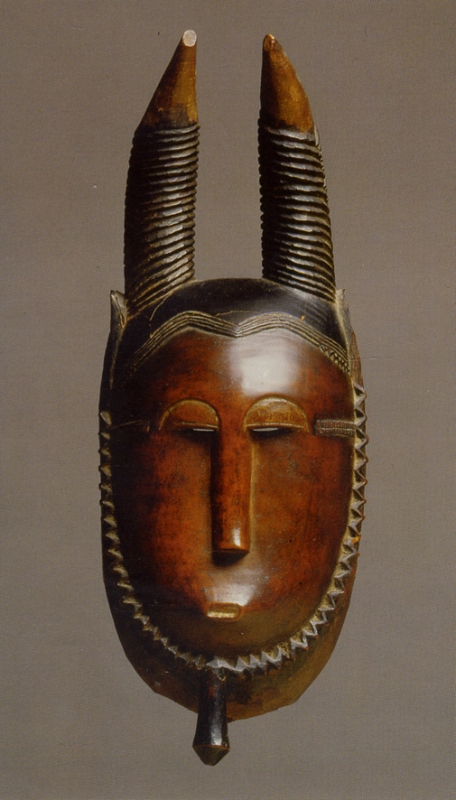
Yaure-Maske

Das Volk der Yaure (auch Yohure, Yaoure oder Snan), ca. 20.000 Menschen insgesamt, siedelt im Zentrum des Staates Elfenbeinküste. Sein Territorium grenzt im Osten an das Gebiet der Baule, im Westen an das Gebiet der Guro und im Norden an den Kossou-See. Sprache, Kultur, Religion und Kunst der Yaure werden durch ihre mächtigen Nachbarn beeinflusst. Yaure-Masken symbolisieren spirituale Kräfte (“yu”).
Das Volk ist in drei große Gruppen aufgeteilt, die über ca. 20 Dörfer verteilt sind. Dabei handelt es sich um die Maman, welche am längsten in der Region leben und eine südliche Mandesprache sprechen, die Yaure-Baule, welche Baule sprechen, sowie die Asanfwe, die sich sowohl auf Baule als auch auf Guro verständigen. Die Dörfer sind in der Regel einem bestimmten Clan zugeordnet und haben einen Anführer, der durch einen Ältestenrat unterstützt wird.